# Особый военный округ
Особый военный округ (ОсобВО) — оперативно-территориальное объединение Вооружённых Сил СССР в 1945—1946 годах.
Особый военный округ образован приказом Наркома обороны СССР от 9 июля 1945 года. Территория округа включала северную часть Восточной Пруссии, отошедшую к СССР по окончании Великой Отечественной войны 1941—1945 годов. Управление округа было сформировано на базе полевого управления 11-й гвардейской армии и дислоцировалось в г. Кёнигсберге (ныне г. Калининград).
На основании Постановления СНК СССР от 29 января 1946 года Особый военный округ был объединён с Прибалтийским военным округом в один — Прибалтийский ВО. Управление Особого военного округа 27 февраля 1946 года вновь переформировано в полевое управление 11-й гвардейской армии.

## Командование округа
- Командующий войсками округа — генерал-полковник К. Н. Галицкий.
- Член Военного совета — генерал-майор танковых войск П. Н. Куликов.
- Начальник штаба — генерал-лейтенант И. И. Семёнов.